# IXe législature du Parlement des Canaries
La IXe législature du Parlement des Canaries est un cycle parlementaire du Parlement des Canaries, d'une durée de quatre ans, ouvert le 23 juin 2015, à la suite des élections du 24 mai 2015, et clos le 2 avril 2019.

## Bureau
| Poste                    | Titulaire                       | Parti | Parti | Circonscription |
| ------------------------ | ------------------------------- | ----- | ----- | --------------- |
| Président                | Carolina Darias                 |       | PSOE  | Grande Canarie  |
| Premier vice-président   | David de la Hoz                 |       | CC    | Lanzarote       |
| Deuxième vice-présidente | Cristina Tavío                  |       | PP    | Tenerife        |
| Premier secrétaire       | Mario Cabrera                   |       | CC    | Fuerteventura   |
| Second secrétaire        | Héctor Gómez                    |       | PSOE  | Tenerife        |
| Second secrétaire        | Patricia Hernández (17/07/2018) |       | PSOE  | Tenerife        |

## Groupes parlementaires
| Nom | Nom                                   | Début | Fin | Porte-parole                                             |
| --- | ------------------------------------- | ----- | --- | -------------------------------------------------------- |
|     | Groupe nationaliste canarien (CC-PNC) | 18    | 18  | José Miguel Ruano León                                   |
|     | Groupe socialiste                     | 15    | 15  | Iñaki Álvaro Lavandera María Dolores Corujo (11/10/2017) |
|     | Groupe populaire                      | 12    | 11  | María Australia Navarro de Paz                           |
|     | Groupe Podemos                        | 7     | 7   | Noemí Santana Perera                                     |
|     | Groupe Nouvelles Canaries (NC)        | 5     | 5   | Román Rodríguez Rodríguez                                |
|     | Groupe mixte (ASG)                    | 3     | 3   | Casimiro Curbelo Curbelo                                 |
|     | Non-inscrit                           | -     | 1   |                                                          |

## Commissions parlementaires
| Commission                                                                          | Président                          | Parti   | Parti | Circonscription |
| ----------------------------------------------------------------------------------- | ---------------------------------- | ------- | ----- | --------------- |
| Commissions permanentes législatives                                                |                                    |         |       |                 |
| Commission du Gouvernement, de la Justice, de l'Égalité et de la Diversité          | Rosa Bella Cabrera Noda            | PSOE    |       | Fuerteventura   |
| Commission de l'Éducation et de l'Enseignement supérieur                            | Juan Manuel García Ramos           | CC      |       | Tenerife        |
| Commission du Budget et des Finances                                                | María Australia Navarro de Paz     | PP      |       | Grande Canarie  |
| Commission du Tourisme, de la Culture et des Sports                                 | David de la Hoz Fernández          | CC      |       | Lanzarote       |
| Commission de l'Agriculture, de l'Élevage, de la Pêche et des eaux                  | Mario Cabrera González             | CC      |       | Fuerteventura   |
| Commission de l'Industrie, de l'Énergie, du Commerce et de la Consommation          | Antonio Ángel Castro Cordobez      | CC      |       | La Palma        |
| Commission des Travaux publics et des Transports                                    | Manuel Marcos Pérez Hernández      | PSOE    |       | La Palma        |
| Commission de la Politique territoriale, du Développement durable et de la Sécurité | David Cabrera de León              | CC      |       | El Hierro       |
| Commission de l'Emploi, des Politiques sociales et du Logement                      | Marcos Francisco Hernández Guillén | PSOE    |       | Lanzarote       |
| Commission de la Santé                                                              | María Teresa Cruz Oval             | PSOE    |       | Tenerife        |
| Commission du Handicap                                                              | Natividad Arnaiz Martínez          | Podemos |       | Fuerteventura   |
| Commission de l'Économie et de la Recherche                                         | Astrid María Pérez Batista         | PP      |       | Lanzarote       |
| Commissions permanentes non-législatives                                            |                                    |         |       |                 |
| Commission du Règlement                                                             | Carolina Darias                    | PSOE    |       | Grande Canarie  |
| Commission du Statut des députés et des Pétitions                                   | Socorro Beato Castellano           | CC      |       | Tenerife        |
| Commission générale des Cabildos insulaires                                         | Carolina Darias                    | PSOE    |       | Grande Canarie  |
| Commission des Affaires européennes et de l'Action extérieure                       | Emilio Moreno Bravo                | PP      |       | Tenerife        |
| Commission du Contrôle de la radio-télévision régionale                             | José Manuel Pitti González         | CC      |       | Tenerife        |

## Gouvernement et opposition
Lors du scrutin régional, la CC termine troisième en voix, avec 18,25 % des suffrages, mais totalise 18 députés sur 60, étant ainsi la première force parlementaire. Après avoir passé un accord avec le Parti socialiste des Canaries-PSOE (PSC-PSOE), Fernando Clavijo obtient l'investiture parlementaire le 7 juillet 2015, par 36 voix contre 24, ayant bénéficié du soutien de trois élus divers gauche. Il est officiellement nommé deux jours plus tard.

## Députés élus
Lors des élections de 2015, soixante députés ont été élus.
| Parti | Parti                 | Député autonomique élu |
| ----- | --------------------- | ---------------------- |
| CC    |                       | Belén Allende Riera    |
| CC    | David Cabrera de León |                        |
| PSOE  |                       | Ana González González  |

| Parti   | Parti                   | Député autonomique élu         |
| ------- | ----------------------- | ------------------------------ |
| CC      |                         | Dolores Alicia García Martínez |
| CC      | Mario Cabrera González  |                                |
| CC      | Nereida Calero Saavedra |                                |
| PSOE    |                         | Iñaki Álvaro Lavandera         |
| PSOE    | Rosa Bella Cabrera Noda |                                |
| PP      |                         | Águeda Montelongo González     |
| Podemos |                         | Natividad Arnaiz Martínez      |

| Parti | Parti                     | Député autonomique élu               |
| ----- | ------------------------- | ------------------------------------ |
| ASG   |                           | Casimiro Curbelo Curbelo             |
| ASG   | Jesús Ramón Ramos Chinea  |                                      |
| ASG   | Melodie Mendoza Rodríguez |                                      |
| PSOE  |                           | Ventura del Carmen Rodríguez Herrera |

| Parti   | Parti                           | Député autonomique élu        |
| ------- | ------------------------------- | ----------------------------- |
| PP      |                                 | José Tomás Estalella Limiñana |
| PP      | Josefa Luzardo Romano           |                               |
| PP      | María Australia Navarro de Paz  |                               |
| PP      | Miguel Jesús Jorge Blanco       |                               |
| NC      |                                 | Luis Alberto Campos Jiménez   |
| NC      | María Esther González González  |                               |
| NC      | Pedro Manuel Rodríguez Pérez    |                               |
| NC      | Román Rodríguez Rodríguez       |                               |
| PSOE    |                                 | Carolina Darias San Sebastián |
| PSOE    | Gabriel Corujo Bolaños          |                               |
| PSOE    | Nayra Alemán Ojeda              |                               |
| Podemos |                                 | Juan José Márquez Fandiño     |
| Podemos | María Concepción Monzón Navarro |                               |
| Podemos | Noemí Santana Perera            |                               |
| CC      |                                 | Pablo Rodríguez Valido        |

| Parti   | Parti                           | Député autonomique élu   |
| ------- | ------------------------------- | ------------------------ |
| PP      |                                 | Cristina Tavío Ascanio   |
| PP      | Emilio Moreno Bravo             |                          |
| PP      | Luz Reverón González            |                          |
| PSOE    |                                 | Gustavo Matos Expósito   |
| PSOE    | Héctor Gómez Hernández          |                          |
| PSOE    | María Teresa Cruz Oval          |                          |
| PSOE    | Patricia Hernández Gutiérrez    |                          |
| Podemos |                                 | Asunción Delgado Luzardo |
| Podemos | Francisco Antonio Déniz Ramírez |                          |
| CC      |                                 | Fernando Clavijo Batlle  |
| CC      | José Manuel Pitti González      |                          |
| CC      | José Miguel Ruano León          |                          |
| CC      | Juan Manuel García Ramos        |                          |
| CC      | María Elena Luis Domínguez      |                          |
| CC      | Socorro Beato Castellano        |                          |

| Parti   | Parti                        | Député autonomique élu             |
| ------- | ---------------------------- | ---------------------------------- |
| PP      |                              | Astrid María Pérez Batista         |
| NC      |                              | Gladis Acuña Machín                |
| PSOE    |                              | Marcos Francisco Hernández Guillén |
| PSOE    | María Dolores Corujo Berriel |                                    |
| Podemos |                              | María del Río Sánchez              |
| CC      |                              | David de la Hoz Fernández          |
| CC      | Marciano Acuña Betancort     |                                    |
| CC      | Migdalia Machín Tavío        |                                    |

| Parti | Parti                          | Député autonomique élu        |
| ----- | ------------------------------ | ----------------------------- |
| PP    |                                | Asier Antona Gómez            |
| PP    | Lorena Hernández Labrador      |                               |
| PP    | Zacarías Gómez Hernández       |                               |
| PSOE  |                                | Manuel Marcos Pérez Hernández |
| PSOE  | María Victoria Hernández Pérez |                               |
| CC    |                                | Antonio Ángel Castro Cordobez |
| CC    | Juan Ramón Hernández Gómez     |                               |
| CC    | María Guadalupe González Taño  |                               |

## Désignations

### Sénateurs autonomiques
Lors de la session plénière du 21 juillet 2015, le Parlement des canaries a désigné trois sénateurs qui représentent la communauté autonome au Sénat espagnol.
- Julio Cruz Hernández du PSOE
- María del Mar del Pino Julios Reyes de la CC
- Jorge Alberto Rodríguez Pérez du PP